# Campionat del Món de natació de 1978
El Campionat del Món de natació de 1978 fou una competició esportiva que es realitzà entre els dies 20 i 28 d'agost de 1978 a la ciutat de Berlín Occidental sota l'organització de la Federació Internacional de Natació (FINA). Aquesta fou la tercera edició del Campionat del Món de natació.
Es realitzaren competicions de natació, natació sincronitzada, salts i waterpolo.

## Proves
- Natació al Campionat del Món de natació de 1978
- Natació sincronitzada al Campionat del Món de natació de 1978
- Salts al Campionat del Món de natació de 1978
- Waterpolo al Campionat del Món de natació de 1978

## Medaller
Seu
| Posició | País           | Or | Plata | Bronze | Total |
| 1       | Estats Units   | 23 | 14    | 7      | 44    |
| 2       | Unió Soviètica | 6  | 4     | 6      | 16    |
| 3       | Canadà         | 3  | 1     | 5      | 9     |
| 4       | Austràlia      | 2  | 0     | 0      | 2     |
| 5       | RDA            | 1  | 10    | 4      | 15    |
| 6       | RFA            | 1  | 2     | 4      | 7     |
| 7       | Itàlia         | 1  | 0     | 1      | 2     |
| 8       | Japó           | 0  | 2     | 1      | 3     |
| 9       | Hongria        | 0  | 1     | 2      | 3     |
| 10      | Iugoslàvia     | 0  | 1     | 1      | 2     |
| 11      | Nova Zelanda   | 0  | 1     | 0      | 1     |
| 11      | Noruega        | 0  | 1     | 0      | 1     |
| 13      | Regne Unit     | 0  | 0     | 2      | 2     |
| 13      | Suècia         | 0  | 0     | 2      | 2     |
| 15      | Brasil         | 0  | 0     | 1      | 1     |
| 15      | Dinamarca      | 0  | 0     | 1      | 1     |
| Total   | Total          | 37 | 37    | 37     | 111   |